# 捣蛋猪
《捣蛋猪》是由Rovio娱乐开发的一款益智游戏，为《愤怒的小鸟》的衍生作品，于2012年9月27日正式发布。玩家将在游戏中為绿色的小猪想辦法偷鳥蛋，以達到終點為最終目的。

## 遊戲內容
遊戲主角为绿色的小猪，通过搭配數量有限的零件組裝成让小猪可从起点移動到终点的工具。每個關卡都有不同的任務。遊戲開始前，必須在限定的方格內，用零件拼裝出可移動的物品（如車輛、飛行器），並使物品抵達終點。每一關卡中，組裝格數、零件、過關條件皆已設定，無法更改。
在遊戲開始後，玩家亦可操縱氣球、汽水瓶、馬達、沙包等零件。

### 角色
小豬是遊戲的主要角色，但部分關卡會出現《愤怒鸟》中的、正在睡覺的小鳥，部分關卡中的小鳥如靠近小豬一點，就會跳上彈弓向小豬攻擊。

### 沙盒關卡
在沙盒關卡內，玩家可以從多種零件中拼裝出可移動的物品，然後取得20個星盒。玩家可一次或分次取星盒，當玩家取得20個星盒後就能過關。

### 蛋糕競賽
在蛋糕競賽中，玩家可以跟另一個玩家比賽，但分開玩目的是獲得分數，分數可在蛋糕獲得。如果在中途引爆特別炸藥，或者有一名玩家拿到全部（5個）蛋糕的話，遊戲就會結束，較高分玩家勝出。

### 錄影功能
在2013年開放，玩家將可以把過關的過程上傳到官方設置的Everyplay影音頁面上，與人分享，限定HD版本。

## 外界評價
有Pocket Gamer的玩家認為此遊戲有創意，而且讓人愛不釋手。有的玩家認為此遊戲比憤怒鳥好玩很多。The Guardian給予此遊戲4星(滿分為5星)的分數。
IGN把搗蛋豬評為2012年最好的电子游戏。
在網上遊戲網站Games.co.za上，《搗蛋豬》的得分是8.9分（滿分為10分）。